# Marianne Bachmeier
Marianne Bachmeier (Sarstedt, 3 de junio de 1950-Lübeck, 17 de septiembre de 1996) fue una mujer alemana que se hizo famosa tras asesinar a tiros al asesino y violador confeso de su hija en la sala del Tribunal de Distrito de Lübeck en 1981, en un homicidio considerado como justicia por mano propia

## Juventud y familia
Marianne Bachmeier nació y creció en la localidad de Sarstedt, a donde sus padres huyeron desde Prusia Oriental al terminar la Segunda Guerra Mundial, debido a que su padre había sido miembro de las Waffen-SS. Sus padres se divorciaron cuando ella era niña y su madre se volvió a casar.
En 1966, a los 16 años, Marianne Bachmeier tuvo su primer hijo, al cual dio en adopción. A los 18 años volvió a quedarse embarazada de su entonces novio. Poco después del nacimiento de este niño, Marianne fue violada. Su segundo hijo también fue dado en adopción siendo un bebé. En 1973 nació la tercera hija de Marianne, llamada Anna. Tras el nacimiento de Anna, Marianne se sometió a una operación de ligadura de trompas[cita requerida] y crio a Anna como madre soltera,  viviendo ambas en la ciudad de Lübeck, donde trabajaba en un pub.

## Asesinato de su hija
El 5 de mayo de 1980, cuando Anna Bachmeier tenía 7 años, su madre decidió dejarla faltar a la escuela. Poco después Anna fue secuestrada por Klaus Grabowski, un carnicero de 35 años, cuyo domicilio había visitado para jugar con sus gatos. Grabowski retuvo a Anna durante varias horas en su casa, la agredió sexualmente y finalmente la estranguló con un par de medias de su prometida. Según el fiscal del proceso judicial, Grabowski ató a la niña y la metió en una caja, que luego dejó en la orilla de un canal, pero su prometida lo delató a la policía.
Klaus Grabowski ya había sido condenado anteriormente por el abuso sexual de dos niñas. En 1976 se sometió voluntariamente a una castración química, aunque posteriormente se supo que siguió un tratamiento hormonal para intentar revertir la castración. Una vez detenido, Grabowski declaró que no tenía intención de abusar sexualmente de Anna. Dijo que la misma niña intentó seducirlo y extorsionarlo, y que su miedo a volver a la cárcel le impulsó a matarla. Afirmó que Anna habría querido contarle a su madre que Grabowski la había tocado de forma inapropiada, con el objetivo de extorsionarlo.

## El juicio y la muerte de Grabowski
El 6 de marzo de 1981, el tercer día del juicio, Marianne Bachmeier introdujo una pistola modelo Beretta 70 en la sala del Tribunal de Distrito de Lübeck y disparó por la espalda al asesino confeso de su hija, Klaus Grabowski. Apuntó el arma a la espalda de Grabowski y apretó el gatillo ocho veces, siete de los disparos le alcanzaron, y el acusado, a sus 35 años, murió casi instantáneamente.
Este es probablemente el caso más conocido de justicia por mano propia en Alemania Occidental. Desencadenó una amplia cobertura mediática, y equipos de televisión de todo el mundo viajaron a Lübeck para informar sobre este caso. Una gran parte de la población se mostró comprensiva con las acciones de Bachmeier. Ella vendió la historia de su vida por unos 250.000 marcos alemanes en una exclusiva a la revista de noticias Stern.

## Sentencia por homicidio
El 2 de noviembre de 1982, Marianne Bachmeier fue acusada inicialmente de asesinato en un proceso judicial por la muerte de Grabowski, pero posteriormente la fiscalía retiró dicha acusación. Después de 28 días de negociaciones, el jurado acordó el veredicto y así, cuatro meses después de la apertura del proceso, Bachmeier fue condenada el 2 de marzo de 1983 por la Sala del Tribunal de Circuito del Tribunal de la Corte del Distrito de Lübeck por homicidio no intencional y condenada por posesión ilegal de un arma de fuego, llegando a un total de seis años de prisión, aunque fue liberada tras cumplir tres años.

## Mudanza al extranjero
Marianne Bachmeier se casó en 1985 y en 1988 se trasladó a Lagos, Nigeria, con su marido, un profesor. Vivieron en un campamento alemán donde su marido daba clases en una escuela alemana. Se divorciaron en 1990 y ella se trasladó a Sicilia, Italia. En Sicilia le diagnosticaron un cáncer y regresó a Alemania.

## Entrevistas
En 1994, 13 años después de su acto, concedió una entrevista en la radio alemana diciendo: "Creo que hay una diferencia muy grande si mato a una niña porque tengo miedo de que luego tenga que ir a la cárcel de por vida". Y luego también dijo el ‘cómo’: "Para que me coloque detrás de la niña y, la estrangule...", que se desprende literalmente de su declaración: "Oí salir algo de su nariz, me quedé fijado, luego no pude soportar más la visión de su cuerpo", decía Grabowski.
El 21 de septiembre de 1995, apareció en el programa de entrevistas Fliege, del canal televisivo Das Erste. Allí admitió que había disparado a Grabowski después de una cuidadosa reflexión, con el fin de hacerle cumplir la ley y evitar que siguiera difundiendo mentiras sobre Anna.

## Fallecimiento
El 17 de septiembre de 1996, Bachmeier falleció a la edad de 46 años a causa de un cáncer de páncreas en un hospital de Lübeck. En realidad, su deseo era morir en su hogar adoptivo siciliano de Palermo. Antes de morir, pidió al reportero de la NDR Lukas Maria Böhmer que la acompañara con una cámara de cine durante los últimos momentos de su vida. Está enterrada en la misma tumba que su hija Anna en un cementerio de Lübeck.

## Arte sobre su vida
A principios de la década de 1980, el Colectivo Anna, un grupo formado por Aida Jordão, Suzanne Odette Khuri, Ann-Marie MacDonald, Patricia Nichols, Baņuta Rubess, Tori Smith, Barb Taylor y Maureen White, comenzó a trabajar en una obra de teatro sobre Bachmeier y el homicidio del asesino de su hija.Una versión corta de la obra se estrenó en 1983. La obra completa, This is For You, Anna, se estrenó en 1984.